# اوست-مورژ
اوست-مورژ (به لاتین: Ust-Morzh) یک منطقهٔ مسکونی در روسیه است که در استان آرخانگلسک واقع شده‌است.